# Sharpsburg

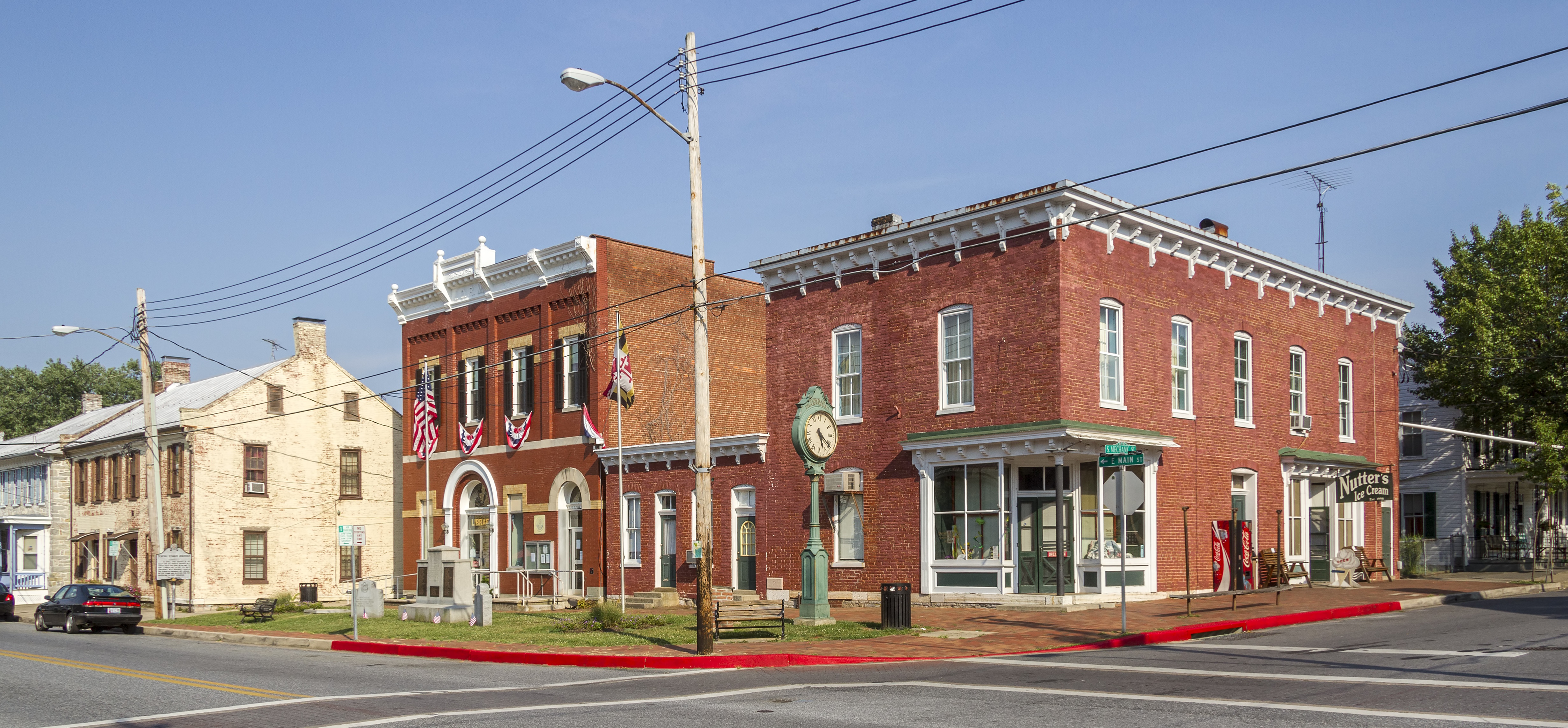
Sharpsburgs centrum.

Sharpsburg är ett samhälle i Washington County, Maryland. Dess area är 0,6 km².

## Befolkning
Sharpsburg hade 705 invånare enligt 2010 års folkräkning. 97,5 % av dessa är vita. Enligt 2000 års folkräkning levde 3,1 % av befolkningen i fattigdom.

## Kommun
Sharpsburg bildar en egen kommun (town), som styrs av en kommunstyrelse om sex personer. Ordföranden kallas borgmästare.

## Historia
Samhället grundades 1760. Det blev en egen kommun 1832. 
Under det amerikanska inbördeskriget utkämpades slaget vid Antietam alldeles utanför Sharpsburg. Stridshandlingarna var så nära att de satte samhället i brand. Sydstaterna kallade därför detta slag för slaget vid Sharpsburg. Samhällets centrum är sedan 2008 uppfört i National Register of Historic Places.